# دار أفيلال
دار أفيلال منزل تاريخي يقع في المدينة العتيقة لتطوان، المصنفة تراثا عالميا من طرف اليونسكو.

## التاريخ
تم تشييد دار أفيلال في أواخر القرن التاسع عشر، من طرف أحد أبناء الشاعر و العالم المفضل أفيلال.

## العمارة
يتوسط دار أفيلال فناء خال من الأعمدة. و يشتمل بابها الرئيسي على رسم رمانة، و هي علامة مميزة لمنازل الأسر ذات الأصول الغرناطية في مدينة تطوان.